# Occidental Petroleum
Occidental Petroleum Corporation (Oxy) är ett amerikanskt multinationellt petroleum- och naturgasbolag verksamt inom alla sektioner av petroleumindustrin, det vill säga upp-, mellan- och nedström, i USA, mellanöstern, Nordafrika och Sydamerika. Bolaget är även verksamt inom den kemisk-tekniska industrin med sitt dotterbolag Occidental Chemcial Corporation (Oxychem) som är en av världens största kemikalieproducenter. Det producerar och marknadsför bland annat 1,2-Dikloretan, kaliumklorid, kaustiksoda, klorin, polyvinylklorid och vinylklorid.
Den amerikanska ekonomiskriften Forbes rapporterade att Occidental är världens 60:e största publika företag efter börsvärde för år 2014.
Företaget var inblandat i miljöskandalen vid Love Canal i staden Niagara Falls, delstaten New York, i USA. Det ålades att betala 129 miljoner amerikanska dollar i skadestånd 1995. 